# Timomatic

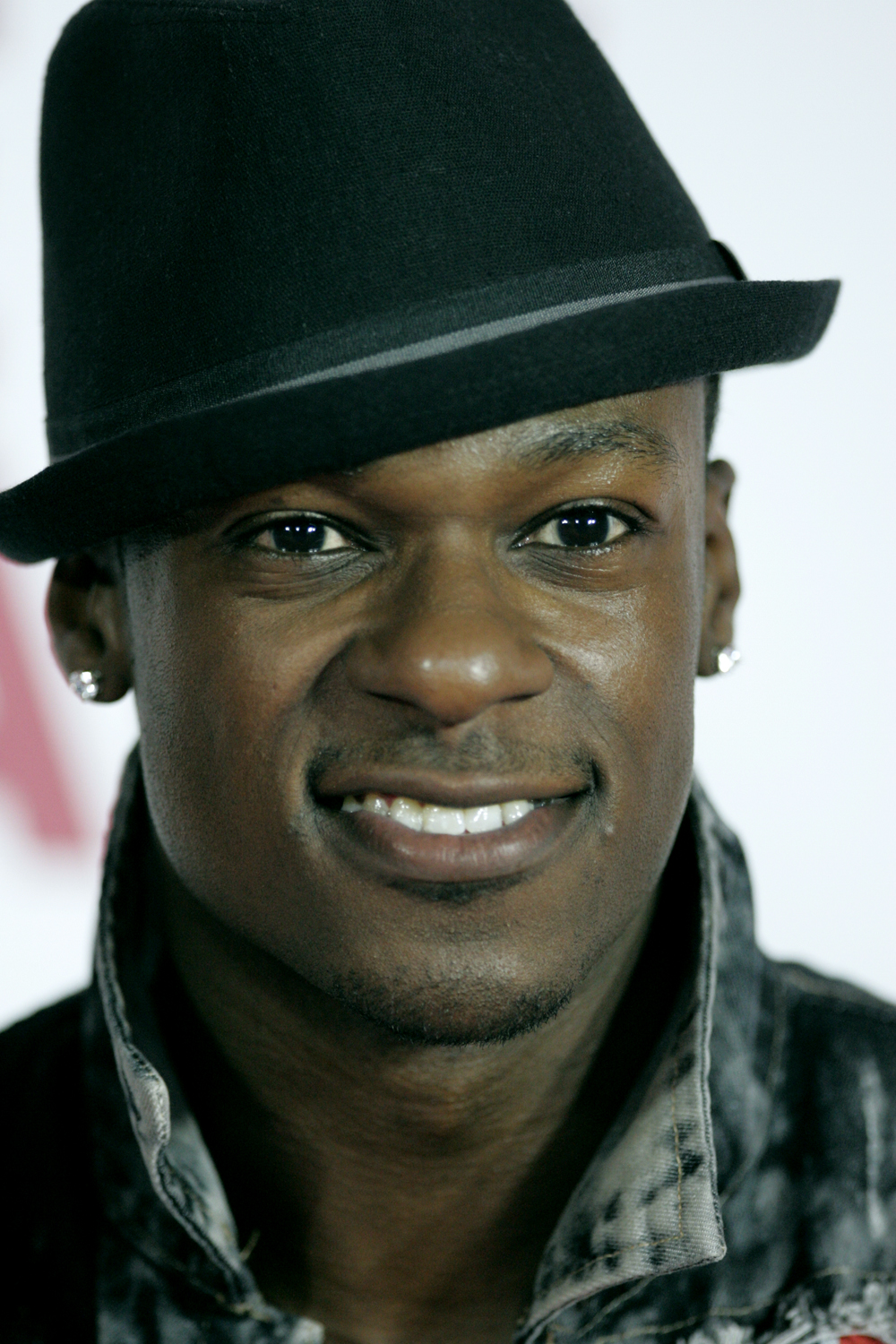
Timomatic (2013)

Timomatic (bürgerlich Tim Omaji) ist ein australischer Pop- und R&B-Sänger, Songwriter und Tänzer. Bekannt wurde er zum einen durch seine Auftritte in Castingshows als auch durch die Single Set It Off.

## Biografie

### Leben
Als er zehn Monate alt war, wanderte er mit seiner Familie aus Nigeria nach Australien aus. Timomatic war in einer sehr musikalischen Familie. Er spielte mit seinem Vater oft Gitarre. Im Alter von 15 Jahren, wurde er von seinen Freunden oft „Timomatic“ genannt.
Tim Omaji wurde in Nigeria geboren. Da sein Vater nach Australien geschickt wurde, wanderte er mit seiner Familie, als er zehn Monate alt war, dorthin. Timomatic hat einen älteren Bruder, eine ältere Schwester und eine jüngere Schwester. Er stammte aus einer musikalischen Familie, mit seinem Vater spielte er oft Gitarre und der Rest seiner Familie zeigen ihre Leidenschaft für Gesang und Tanz. Im Alter von neun Jahren, bildete Timomatic eine Band mit seiner Familie und war der Perkussionist für diese Band. In den Pausen ihrer Shows imitierte er auf der Bühne Michael Jacksons Gesang und seine tänzerischen Fähigkeiten. Seine Eltern sind mittlerweile zurück nach Nigeria gegangen.
Im Alter von 15 wurde er von seinen Freunden wegen seiner Hip-Hop-Tanz-Fähigkeiten Timomatic genannt. Er war außerdem künstlerischer Leiter und Choreograph der Tanzkompanie Kulture Break in Canberra. Er vertrat Kulture Break mit großem Erfolg in den Vereinigten Staaten, China und Singapur. Mit 12 Jahren war Timomatic mit der Narrabundah-Hochschule fertig und verbrachte dann sechs Monate in der University of Canberra, bis er durchfiel. Im Jahr 2008 besuchte er für ein Jahr eine Musikschule und bekam ein Diplom für Entertainment, in der Kategorie Gesangstraining. Timomatic erklärte: „Ich tat dies, weil ich meine Stimme zum Kratzen bringen wollte, das brachte mir die Aufmerksamkeit und die Konzentration auf meine Musik…“

### Karriere
Im Jahre 2009 war Timomatic Finalist der zweiten Staffel von So You Think You Can Dance Australia und erreichte die Top Acht.
 2010 übernahm er die Rolle des Tyrone Jackson in der australischen Version des Spiels Fame the Musical. Timomatic zog sich später aus seiner Rolle in dem Musical aufgrund einer Rückenverletzung zurück. Dies führte ihn dazu sich mehr auf die Produktion von Musik zu konzentrieren. Dann begann Timomatic gemeinsam mit DJ Poet Songs, dem DJ der Black Eyed Peas, zu schreiben.
Im Jahr 2011 erschien Timomatic als Kandidat der fünften Staffel von Australia’s Got Talent. Er beschloss in der Show zu beweisen, dass er mehr als nur ein Tänzer war und wählte Australia’s Got Talent anstatt The X Factor, da es ihm die volle Kontrolle über Musik, Styling und so weiter gab. Timomatic wurde Dritter, Jack Vidgen ging als Sieger hervor.

Am 12. Mai 2011 veröffentlichte Timomatic sein unabhängiges Debüt-Album Welcome, das der Start seiner Karriere war. Save the Dancefloor wurde als erstes veröffentlicht. Allerdings erschien der Song am 1. August 2011 nur als Promo-Single.
Im Oktober 2011 war Timomatic als Vorgruppe für die Australian Tour des amerikanischen Rappers Flo Rida unterwegs. Am 17. November wurde bekannt, dass Timomatic einen Vertrag mit Sony Music Australia unterschrieben hatte. Am 24. November war er erneut als Vorgruppe unterwegs, diesmal für die US-amerikanische Hip-Hop-Gruppe Salt ’n’ Pepa bei ihrem Australian Konzert im Enmore Theatre in Sydney.
Timomatics Debüt-Single Set It Off wurde am 25. November veröffentlicht. Sie konnte sich bis auf Platz 2 der australischen ARIA-Singlecharts hocharbeiten und wurde von der Australian Recording Industry Association (ARIA) für den Verkauf von über 210.000 Exemplaren mit Dreifach-Platin ausgezeichnet. Set It Off erreichte auch die neuseeländischen Single-Charts, konnte sich hier auf Platz 14 platzieren und erreichte für einen Umsatz von 7.500 Exemplaren hier Gold-Status und bekam von der Recording Industry Association of New Zealand (RIANZ) eine goldene Schallplatte.
Am 12. Januar 2012 wurde bekannt gegeben, dass Timomatic einen globalen Publishing-Deal mit EMI Records unterschrieben hatte. Seine zweite Single If Looks Could Kill wurde am 23. März 2012 veröffentlicht. Sie erreichte Platz 8 der ARIA Singles Chart und wurde mit Doppel-Platin für 140.000 verkaufte Einheiten ausgezeichnet. Im Mai 2012 begleitete Timomatic Nicki Minaj bei ihrer Pink-Friday-Tour in Australien. Seine dritte Single Can You Feel It wurde am 22. Juni 2012 veröffentlicht. Sie erreichte Platz 18 in der ARIA Singles Chart. Hierfür bekam er eine goldene Schallplatte für 35.000 verkaufte Exemplare.
Timomatic begleitete Havana Brown und Taio Cruz auch Pitbull auf seiner Planet Pit World Tour im August 2012. Sein zweites, selbstbetiteltes Album wurde am 24. August 2012 veröffentlicht. Im September 2012 trat er Live mit dem Song Incredible auf. Allein durch Downloads stieg dieses Lied in die australischen und neuseeländischen Single-Charts ein und erreichte in Australien Gold-Status. Am 3. Oktober 2012 wurde sein Song Set It Off für den Award Bestes Lied des Jahres nominiert.

## Diskografie

### Alben
| Jahr | Titel Musiklabel | Höchstplatzierung, Gesamtwochen, AuszeichnungChartplatzierungen (Jahr, Titel, Musiklabel, Platzierungen, Wochen, Auszeichnungen, Anmerkungen) | Höchstplatzierung, Gesamtwochen, AuszeichnungChartplatzierungen (Jahr, Titel, Musiklabel, Platzierungen, Wochen, Auszeichnungen, Anmerkungen) | Anmerkungen                           |
| Jahr | Titel Musiklabel | AU | NZ | Anmerkungen                           |
| ---- | ---------------- | --- | --- | ------------------------------------- |
| 2011 | Welcome Sony     | — | — | Erstveröffentlichung: 12. Mai 2011    |
| 2011 | Timomatic Sony   | AU3 (8 Wo.)AU | — | Erstveröffentlichung: 24. August 2012 |

### Singles
| Jahr | Titel Album                   | Höchstplatzierung, Gesamtwochen, AuszeichnungChartplatzierungen (Jahr, Titel, Album, Platzierungen, Wochen, Auszeichnungen, Anmerkungen) | Höchstplatzierung, Gesamtwochen, AuszeichnungChartplatzierungen (Jahr, Titel, Album, Platzierungen, Wochen, Auszeichnungen, Anmerkungen) | Anmerkungen                              |
| Jahr | Titel Album                   | AU | NZ | Anmerkungen                              |
| ---- | ----------------------------- | --- | --- | ---------------------------------------- |
| 2011 | Set It Off Timomatic          | AU2 ×3Dreifachplatin · (21 Wo.)AU | NZ14 Gold · (8 Wo.)NZ | Erstveröffentlichung: 18. November 2011  |
| 2012 | If Looks Could Kill Timomatic | AU8 ×2Doppelplatin · (13 Wo.)AU | — | Erstveröffentlichung: 23. März 2012      |
| 2012 | Can You Feel It Timomatic     | AU18 Gold · (7 Wo.)AU | — | Erstveröffentlichung: 22. Juni 2012      |
| 2012 | Incredible Timomatic          | AU18 Gold · (7 Wo.)AU | NZ17 (4 Wo.)NZ | Erstveröffentlichung: 28. September 2012 |
| 2013 | Parachute The Rain Remixes    | AU3 (16 Wo.)AU | NZ22 (5 Wo.)NZ | Erstveröffentlichung: 5. Juni 2013       |
| 2013 | Waterfalls The Rain Remixes   | AU26 (5 Wo.)AU | — | Erstveröffentlichung: 13. September 2013 |
| 2013 | Everything Is Allowed –       | AU48 (1 Wo.)AU | — | Erstveröffentlichung: 10. November 2013  |

Weitere Singles
- 2014: Delilah (feat. Pusha T)

### Promo-Singles
- 2011: Save the Dancefloor (Welcome)